# Jack of Blades
Jack of Blades is een personage uit het spel Fable. Hij vervult in het spel de rol van de antiheld, en is tevens de laatste eindbaas.

## Rol
Jack of Blades was altijd een held in de Heroes' Guild. Hij heeft gevochten in de Arena, en was daar een van de kampioenen. Na zijn tijd als held is er iets gebeurd - het wordt niet duidelijk wat precies - waardoor hij naar de slechte kant is gegaan.
In het spel wordt Jack of Blades het eerst gezien in de Arena, waar hij niet echt onsympathiek overkomt. Later neemt hij echter Scarlet Robe, de moeder van de hoofdpersoon, gevangen, en vermoordt hij haar. Jack valt de Heroes' Guild aan en probeert het almachtige Sword of Aeons te stelen. Hier moet je het tegen hem opnemen.
In de uitgebreidere variant van het spel, Fable: The Lost Chapters, keert Jack of Blades terug in de vorm van een draak. Hij huist in de Archon's Folly en probeert de held over te halen naar de slechte kant. Aan het eind van het spel moet je het opnieuw tegen hem opnemen. Hierna krijg je de keuze om het masker van Jack of Blades voorgoed te venietigen, of zelf op te zetten, waardoor de speler voorgoed een slechterik wordt.

## Voorwerpen
De aan Jack of Blades gerelateerde voorwerpen die in het bezit van de speler kunnen zijn zijn:
- Jack of Blades' Mask
- Jack of Blades Doll